# Melania Costa Schmid
Melania Felicitas Costa Schmid, född 24 april 1989, är en spansk simmare. 
Costa tävlade i två grenar (200 meter frisim och 4 x 200 meter frisim) för Spanien vid olympiska sommarspelen 2008 i Peking. Vid olympiska sommarspelen 2012 i London tävlade Costa i fyra grenar (200 meter frisim, 400 meter frisim, 4 x 200 meter frisim och 4 x 100 meter medley). 
Vid olympiska sommarspelen 2016 i Rio de Janeiro tävlade Costa i fyra grenar (200 meter frisim, 400 meter frisim, 4 x 100 meter frisim och 4 x 200 meter frisim).